# ميدان هامدينا

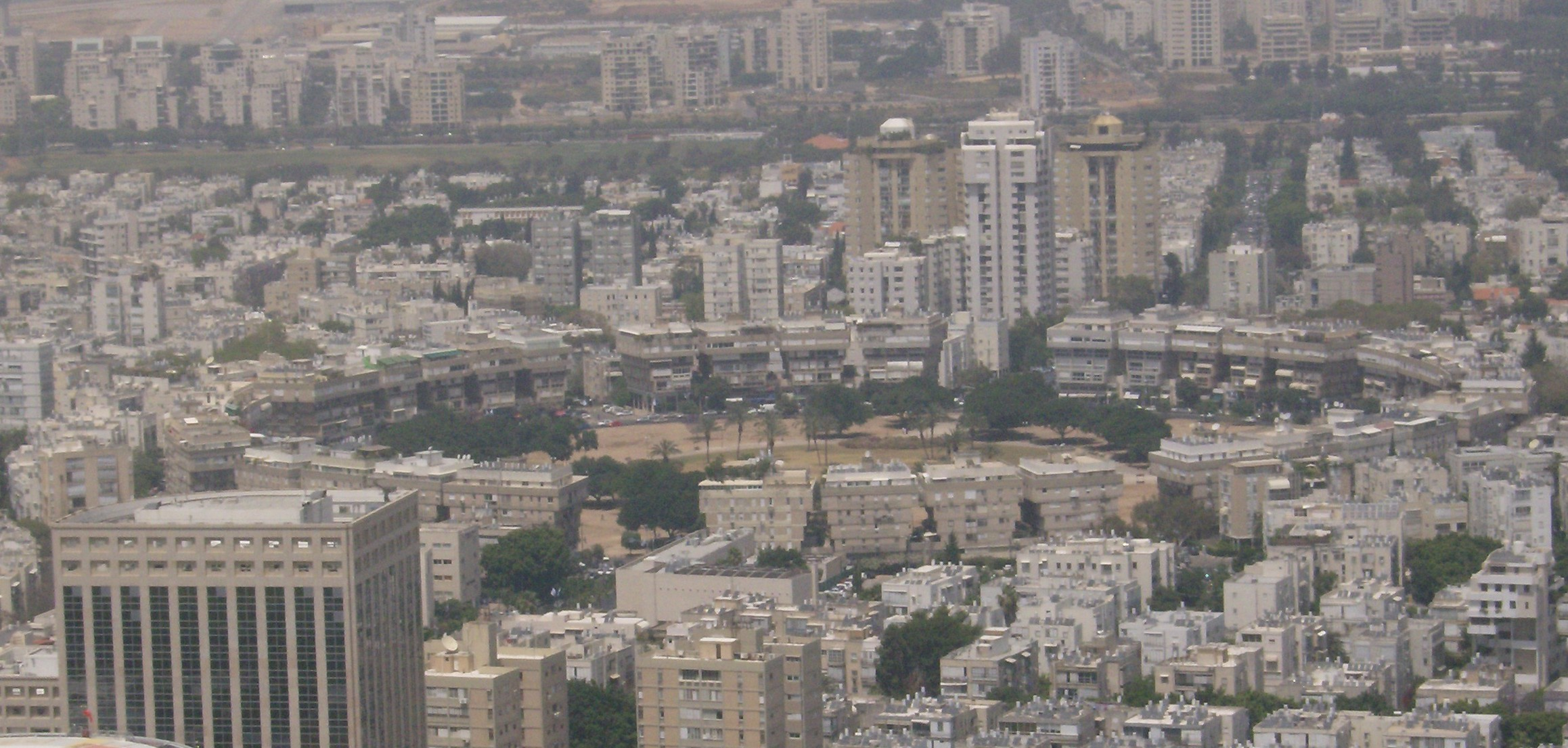
ميدان هامدينا

ميدان هامدينا (بالعبرية:כיכר המדינה) (ومعناها: ميدان الدولة) هو أكبر ميدان في تل أبيب.

## الموقع
صممه المهندس المعماري أوسكار نيماير (بالتعاون مع المهندسين المعماريين الإسرائيليين الذين خططوا للمباني السكنية القائمة)، وحولها يوجد شارع دائري، هو شارع هابيليار (شارع يوم الاستقلال الإسرائيلي)، ويتصل بشارعين رئيسيين: شارع وايزمان في الشمال الجنوبي، وشارع جابوتنسكي في الشرق والغرب، وعدد من الشوارع الصغيرة. وتوجد حول الميدان مجموعة كبيرة من متاجر الأزياء الدولية الراقية وووكلاء للعلامات التجارية في جميع أنحاء العالم. ومن منها: جوتشي، سان لوران، وغريفينشي، وفيندي، ودولتشي وغابانا، والكثير غيرها.

## أهميته في المدينة
ويعتبر الميدان مركزاً للأزياء العالمية الراقية في تل أبيب، وسوقاً للمنتجات الفاخرة الراقية.

## مظاهرات 2011
في 3 سبتمبر 2011، كان ميدان هامدينا نقطة التجمع لما يعرف بـ "مسيرة المليون"، وهي ذروة مظاهرة احتجاجات العدالة الاجتماعية الإسرائيلية عام 2011. وكانت تلك المظاهرة هي الأكبر في تاريخ إسرائيل، حيث تظاهر حوالي 300000 شخص في الميدان، وتظاهر 100000 في مواقع أخرى في جميع أنحاء إسرائيل. 

## خطة تنشيط سياحية
في نوفمبر 2015، تمت الموافقة على خطة لتنشيط الساحة. وبموجب الخطة، سيتم بناء ثلاثة مبان سكنية من 40 طابقا، وحديقة عامة بمساحة 10 فدادين ستشغل حوالي نصف المربع، وموقف سيارات تحت الأرض.  بدأت الأعمال في عام 2019 واعتبارًا من عام 2021 تم إنجاز حفر معظم الميدان.
ويقع الميدان بالقرب من "حديقة النبيذ"، وهي موقع أثري هلنستي في إسرائيل.